# Retrospective - The Very Best of E.S.T.
Retrospective - The Very Best Of E.S.T. è l'ultima raccolta degli E.S.T. L'album offre un'ampia visione del lavoro del trio, passando da brani come From Gagarin's Point of View (1999) al più recente Leucocyte (2008).

## Brani
1. From Gagarin's Point of View - 4:05
2. Dodge the Dodo - 4:19
3. Good Morning Susie Soho - 5:49
4. Spam-Boo-Limbo - 4:38
5. Behind The Yashmak - 10:09
6. Viaticum - 6:47
7. Seven Days Of Falling - 5:59
8. Strange Place For Snow - 6:39
9. Believe, Beleft, Below - 4:45
10. A Picture Of Doris Traveling With Boris - 5:36
11. Goldwrap - 3:50
12. Dolores In A Shoestand - 8:56
13. Leucocyte - 3:43

## Formazione
- Esbjörn Svensson - pianoforte
- Dan Berglund - contrabbasso
- Magnus Öström - batteria